# Faseaansnijding

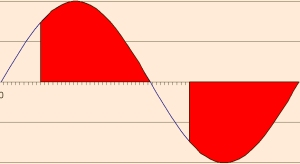
Het rode deel in de afbeelding stelt de ingeschakelde spanning voor

Faseaansnijding is een schakelprincipe voor wisselspanning waarmee het vermogen dat aan een belasting, een verbruikend apparaat zoals een gloeilamp of elektromotor, kan worden gereduceerd. 
Elke halve periode van de sinusvormige spanning wordt pas een gegeven tijd na de nuldoorgang ingeschakeld, zodat slechts het laatste deel van de curve benut wordt.
De tijd die er tussen de nuldoorgang en het inschakelmoment verstrijkt kan worden bepaald door een simpele weerstand-condensator combinatie, maar kan ook geavanceerder vanuit bijvoorbeeld digitale schakelingen worden gestuurd. Om er zeker van te zijn dat het schakelelement ook daadwerkelijk reageert op dit signaal wordt het vaak als heel korte, smalle pulsjes aangeboden aan de stuuringang.
Een nadeel van faseaansnijding is dat de golfvorm nogal verandert, waardoor hogere harmonischen opgewekt worden, die op hun beurt weer storing kunnen veroorzaken in andere apparatuur. Voor deze "ontstoring" is weer extra elektronica nodig. Een slecht ontstoorde dimmer kan bijvoorbeeld een brom veroorzaken in audioapparatuur die in de buurt staat.
Een voordeel van faseaansnijding is dat in de schakeling zelf nauwelijks energie verloren gaat, zodat met een kleine schakeling betrekkelijk grote vermogens geregeld kunnen worden. Bij vermogensreductie door middel van een  voorschakelweerstand wordt een deel van het totale vermogen door de weerstand opgenomen, waardoor deze heet wordt en gekoeld moet worden.
Faseaansnijding gebeurt met thyristors en triacs, eventueel vergezeld van een diac. Het kan ook worden toegepast bij enkelzijdig gelijkgerichte wisselspanning.